# Euparatettix macrocephalus
Euparatettix macrocephalus är en insektsart som beskrevs av Günther, K. 1941. Euparatettix macrocephalus ingår i släktet Euparatettix och familjen torngräshoppor. Inga underarter finns listade i Catalogue of Life.